# I liga polska w piłce nożnej plażowej (2015)

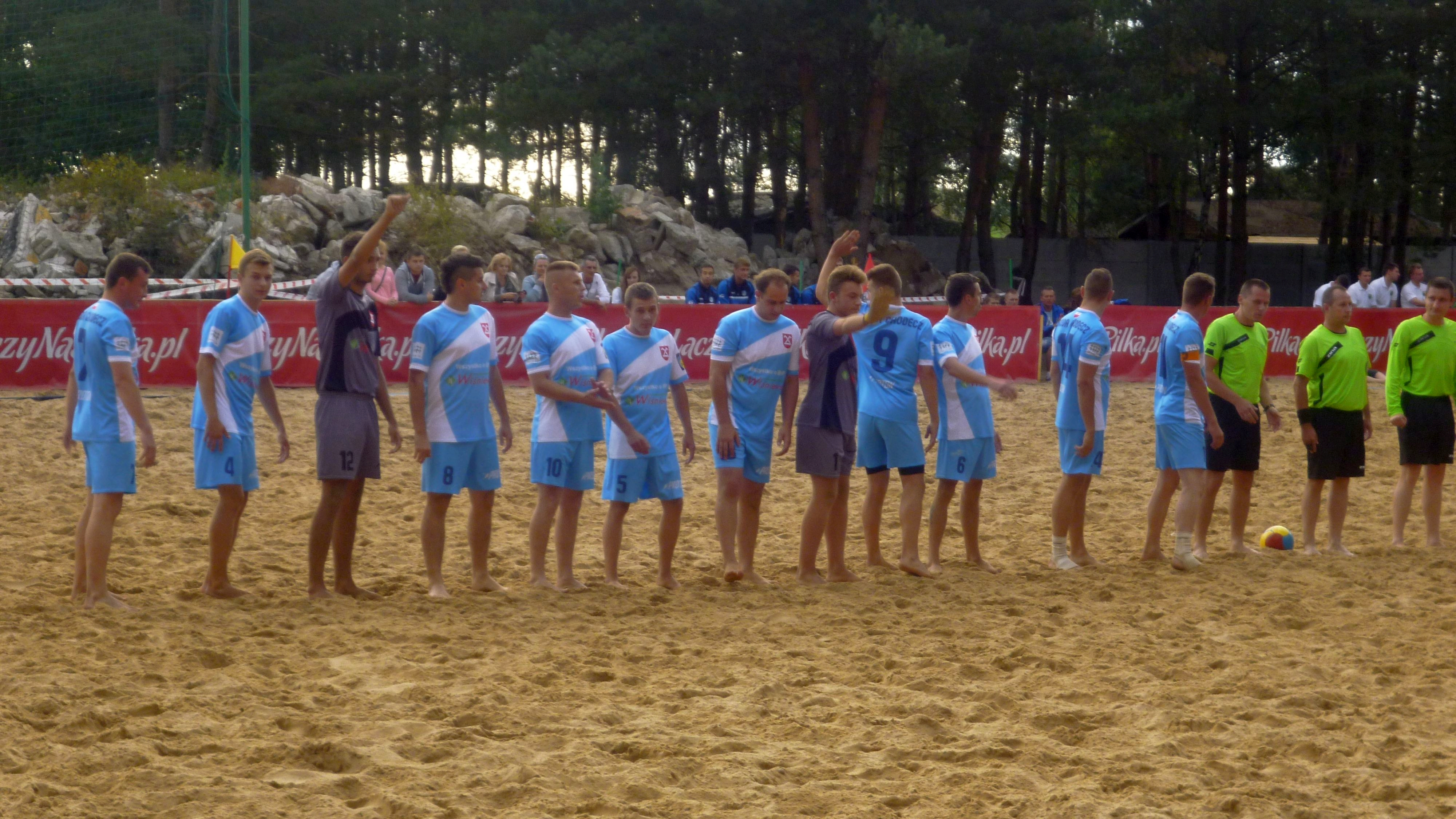
Drużyna Zgody podczas turnieju w Chodczu

I liga piłki nożnej plażowej 2015 – 4. edycja rozgrywek drugiego poziomu ligowego piłki nożnej mężczyzn w Polsce, przy czym to była 3. edycja z podziałem na dwie grupy.

## Boiska
|  | Miejscowość | Grupa      | Klub                            | Zdjęcie |
|  | ----------- | ---------- | ------------------------------- | ------- |
|  | Chodecz     | południowa | Zgoda Chodecz Beach Soccer Team |         |
|  | Gdynia      | północna   | –                               |         |

## Grupa południowa
I liga piłki nożnej plażowej, grupa południowa – brało w niej udział 9 drużyn. Turniej rozpoczął się 11 lipca, a skończył dzień później. Pierwszą bramkę w turnieju strzelił Erwin Sobiech ze Sport Pub Rapid Lublin w 1. minucie meczu z Beckerareną Warszawa.
Zwycięzcą został Sport Pub Rapid Lublin, które po raz pierwszy w historii spadł z Ekstraklasy. Pozostałymi drużynami, które awansowały z drugiego i trzeciego miejsca do turnieju barażowego były odpowiednio KU AZS SAN Łódź oraz Pro-Fart Głowno.

### Drużyny
| Drużyna                         | Sezon w I lidze | Uwagi                                     |
| ------------------------------- | --------------- | ----------------------------------------- |
| Beckerarena Warszawa            | 2               |                                           |
| Grembach Łódź U-23              | 1               | debiutant                                 |
| KU AZS SAN Łódź                 | 2               | awans z 3. miejsca na turniej barażowy    |
| Pro-Fart Głowno                 | 4               | awans z 2. miejsca na turniej barażowy    |
| Sport Pub Rapid Lublin          | 1               | spadek z Ekstraklasy w 2014 r.; debiutant |
| Stralco Strzelce Krajeńskie     | 1               | debiutant                                 |
| Straż Pożarna Choszczno         | 4               |                                           |
| UKS Milenium Gliwice            | 4               |                                           |
| Zgoda Chodecz Beach Soccer Team | 1               | gospodarz boiska turniejowego; debiutant  |

### Wyniki

#### Tabela grupy I
| Miejsce | Drużyna                         | Mecze | Punkty | Zwyc. | Zw.pd. | Por. | Bramki |
| ------- | ------------------------------- | ----- | ------ | ----- | ------ | ---- | ------ |
| 1.      | KU AZS SAN Łódź                 | 2     | 6      | 2     | 0      | 0    | 19-5   |
| 2.      | Zgoda Chodecz Beach Soccer Team | 2     | 3      | 1     | 0      | 1    | 12-8   |
| 3.      | Straż Pożarna Choszczno         | 2     | 0      | 0     | 0      | 2    | 7-25   |

#### Tabela grupy II
| Miejsce | Drużyna                     | Mecze | Punkty | Zwyc. | Zw.pd. | Por. | Bramki |
| ------- | --------------------------- | ----- | ------ | ----- | ------ | ---- | ------ |
| 1.      | Sport Pub Rapid Lublin      | 2     | 6      | 2     | 0      | 0    | 16-7   |
| 2.      | Beckerarena Warszawa        | 2     | 3      | 1     | 0      | 1    | 13-15  |
| 3.      | Stralco Strzelce Krajeńskie | 2     | 0      | 0     | 0      | 2    | 11-18  |

#### Tabela grupy III
| Miejsce | Drużyna            | Mecze | Punkty | Zwyc. | Zw.pd. | Por. | Bramki |
| ------- | ------------------ | ----- | ------ | ----- | ------ | ---- | ------ |
| 1.      | Pro-Fart Głowno    | 2     | 6      | 2     | 0      | 0    | 15-4   |
| 2.      | Milenium Gliwice   | 2     | 3      | 1     | 0      | 1    | 10-4   |
| 3.      | Grembach Łódź U-23 | 2     | 0      | 0     | 0      | 2    | 1-15   |

#### Tabela łączna
| Miejsce | Drużyna                         | Mecze | Punkty | Zwyc. | Zw.pd. | Por. | Bramki |
| ------- | ------------------------------- | ----- | ------ | ----- | ------ | ---- | ------ |
| 1.      | Sport Pub Rapid Lublin          | 4     | 12     | 4     | 0      | 0    | 25-13  |
| 2.      | KU AZS SAN Łódź                 | 4     | 9      | 3     | 0      | 1    | 36-12  |
| 3.      | Pro-Fart Głowno                 | 4     | 9      | 3     | 0      | 1    | 24-9   |
| 4.      | Zgoda Chodecz Beach Soccer Team | 4     | 3      | 1     | 0      | 3    | 15-28  |
| 5.      | Beckerarena Warszawa            | 3     | 6      | 2     | 0      | 1    | 21-17  |
| 6.      | Milenium Gliwice                | 3     | 3      | 1     | 0      | 2    | 12-12  |
| 7.      | Stralco Strzelce Krajeńskie     | 3     | 3      | 1     | 0      | 2    | 16-18  |
| 8.      | Grembach Łódź U-23              | 3     | 0      | 0     | 0      | 3    | 1-20   |
| 9.      | Straż Pożarna Choszczno         | 2     | 0      | 0     | 0      | 2    | 7-25   |

### Nagrody indywidualne
Najlepszy bramkarz: Karol Kurzępa (Sport Pub Rapid Lublin)

Najlepszy zawodnik: Wojciech Bonaszczuk (Sport Pub Rapid Lublin)

Król strzelców: Patryk Poter (KU AZS SAN Łódź) – 9 bramek

## Grupa północna
I liga piłki nożnej plażowej, grupa północna – brało w niej udział 5 drużyn. Turniej rozpoczął się 17 lipca, a skończył dzień później. Pierwszą bramkę w turnieju strzelił Wadim Iwanow z Red Devils Chojnice w 6. minucie meczu z rezerwami Futsal & Beach Soccer Kolbudy.
Zwycięzca grupy zostało Red Devils Chojnice, które jako jedyne z tej grupy awansowało do turnieju barażowego w Ustce.

### Drużyny
| Drużyna                          | Sezon w I lidze |
| -------------------------------- | --------------- |
| Bryza Sztutowo                   | 4               |
| Futsal & Beach Soccer Kolbudy II | 1               |
| Hemako Sztutowo Junior           | 3               |
| Red Devils Chojnice              | 1               |
| Wodomex Bojano                   | 2               |

### Tabela
| Miejsce | Drużyna                          | Mecze | Punkty | Zwyc. | Zw.pd. | Por. | Bramki |
| ------- | -------------------------------- | ----- | ------ | ----- | ------ | ---- | ------ |
| 1.      | Red Devils Chojnice              | 4     | 9      | 3     | 0      | 1    | 33-18  |
| 2.      | Hemako Sztutowo Junior           | 4     | 9      | 3     | 0      | 1    | 14-17  |
| 3.      | Futsal & Beach Soccer Kolbudy II | 4     | 6      | 2     | 0      | 2    | 15-14  |
| 4.      | Wodomex Bojano                   | 4     | 6      | 2     | 0      | 2    | 27-20  |
| 5.      | Bryza Sztutowo                   | 4     | 0      | 0     | 0      | 4    | 14-28  |

### Nagrody indywidualne
Najlepszy bramkarz: Władysław Bondarenko (Red Devils Chojnice)

Najlepszy zawodnik: Łukasz Kwaśnik (Wodomex Bojano)

Król strzelców: Tomasz Broner (Red Devils Chojnice) – 9 bramek